# Roy Haynes

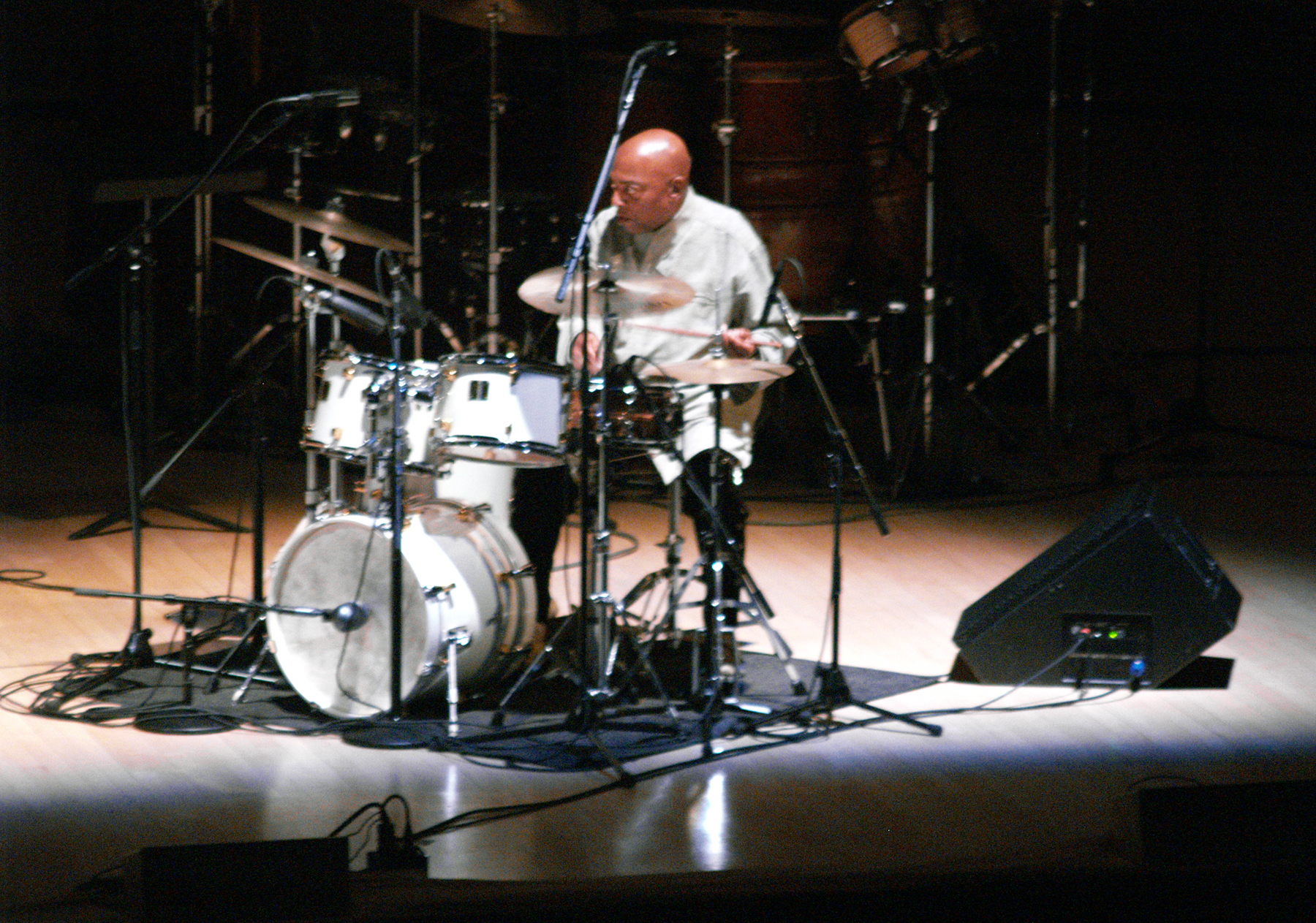
Roy Haynes, 2007

Roy Haynes (* 13. März 1925 in Boston, Massachusetts; † 12. November 2024 in Nassau County, New York) war ein US-amerikanischer Jazz-Schlagzeuger.

## Leben
Haynes erlernte das Schlagzeugspiel autodidaktisch und beherrschte auch den Stepptanz. Als Vorbild gab er Papa Jo Jones an. Ab 1942 trat er mit Musikern wie Tom Brown, Sabby Lewis, Frankie Newton und Pete Brown auf. 1945 ging er nach New York, wo er Mitglied im Orchester des Harlemer Savoy Ballroom unter Luis Russell wurde, dem er bis 1947 angehörte.
Danach war er als Schlagzeuger Partner von Musikern wie Lester Young (1947–1949), Bud Powell und Miles Davis (1949), Charlie Parker (1949–1953), Sarah Vaughan (1954–1959), Thelonious Monk (1958–1960), Eric Dolphy (1960–1961), Stan Getz (1961–1965), dem John Coltrane Quartet (1963–1965), Cannonball Adderley und ab 1968 von Chick Corea (Now He Sings, Now He Sobs). Später war er auch Schlagzeuger bei Pat Metheny und Michel Petrucciani.
Ab den 1960er Jahren leitete Haynes auch eigene Bands, denen u. a. George Adams und Hannibal Marvin Peterson angehörten. 1962 nahm er mit einem Quartett aus Roland Kirk, Henry Grimes und Tommy Flanagan sein Album Out of the Afternoon für Impulse! auf, zu dem er auch eigene Kompositionen beisteuerte. Häufig arbeitete er auch mit jungen Musikern wie Ralph Moore, Craig Handy und seinem Sohn Graham Haynes sowie seinem Enkel Marcus Gilmore. Im Bereich des Jazz war er laut Tom Lord zwischen 1945 und 2011 an 420 Aufnahmesessions beteiligt, zuletzt bei der Aufnahme seines Albums Roy-Alty, mit Jaleel Shaw, Martin Bejerano und David Wong.
Roy Haynes starb im November 2024 im Alter von 99 Jahren in Nassau County, New York.

## Auszeichnungen
1987 wurde er im Trio mit Chick Corea und Miroslav Vitouš für den Grammy als Best instrumental performance-group nominiert; in derselben Kategorie erhielt er im Folgejahr mit McCoy Tyner, Pharoah Sanders und David Murray einen Grammy für das Album Blues for Coltrane. 1991 verlieh ihm das Berklee College of Music einen Ehrendoktortitel.
1994 erhielt er den Jazzpar-Preis und 1995 die NEA Jazz Masters Fellowship. Im März 2009 wurde Haynes im Rahmen der Pariser Ausstellung Le Siècle Du Jazz von der französischen Kulturministerin Christine Albanel zum Commandeur des Arts et Lettres ernannt. 2011 erhielt er den Grammy Lifetime Achievement Award.

## Diskografie (Auswahl)
- Busman’s Holiday, 1954
- Roy Haynes Sextet, 1954
- Jazz Abroad, 1956
- We Three, mit Phineas Newborn Jr., Paul Chambers, 1959
- Just us, 1960
- Out of the Afternoon, 1962
- Cracklin’ , 1963
- People, 1964
- Hip Ensemble, 1971
- Equipoise, 1972
- Senyah, 1973
- Sugar Roy, 1976
- Thank you Thank you, 1977
- Vistalite, 1978
- Live at the Riverbop, 1979
- True or False, 1986
- When It’s Haynes It Roars, mit Dave Kikoski, Craig Handy, Eddy Howard, 1992
- Homecoming, mit Dave Kikoski, Craig Handy, Eddy Howard, 1992
- My Shining Hour, 1994
- Te Vou!, mit Pat Metheny, Dave Kikoski, Donald Harrison, Christian McBride, 1994
- Praise, mit Dave Kikoski, Graham Haynes, Dwayne Burno, Kenny Garrett, David Sánchez, Daniel Moreno, 1998
- The Roy Haynes Trio, mit John Patitucci, Danilo Pérez, 2000
- Birds of a Feather: A Tribute to Charlie Parker, mit Roy Hargrove, Dave Holland, Dave Kikoski, Kenny Garrett, 2001
- Love Letters, mit Dave Holland, John Scofield, Dave Kikoski, Joshua Redman, Kenny Barron, Christian McBride, 2003
- Fountain of Youth mit John Carver Sullivan, Marcus Strickland, 2004
- Quiet Fire, mit Stanley Cowell, John Klemmer, Milcho Leviev, Cecil McBee, Kenneth Nash, Marcus Fiorillo, Bobby Hutcherson, 2004
- Whereas, 2006
- Roy-alty, mit Chick Corea und Roy Hargrove, 2011